# Hockey su prato ai Giochi della XXXIII Olimpiade - Torneo femminile
Il torneo femminile di hockey su prato dei Giochi Olimpici di Parigi 2024 si è svolto allo Stadio dipartimentale Yves du Manoir di Parigi dal 27 luglio al 9 agosto 2024.

## Formula
Le 12 squadre qualificate state inserite in due gironi composti da 6 squadre ciascuno in cui ogni squadra affronta le altre appartenenti allo stesso girone.
Le prime quattro di ogni gruppo si sono qualificate ai quarti di finale del torneo a eliminazione diretta, mentre le restanti due squadre vengono eliminate. I vincitori dei quarti avanzano alle semifinali, in cui le due vincenti accederanno alla finalissima per la medaglia d'oro, mentre le due perdenti disputano la finale 3º-4º posto che assegna la medaglia di bronzo.

## Risultati

### Fase preliminare

#### Gruppo A
| Squadra     | P.ti | G | V | P | S | GF | GS | DR  |
| ----------- | ---- | - | - | - | - | -- | -- | --- |
| Paesi Bassi | 15   | 5 | 5 | 0 | 0 | 19 | 5  | +14 |
| Belgio      | 12   | 5 | 4 | 0 | 1 | 13 | 4  | +9  |
| Germania    | 9    | 5 | 3 | 0 | 2 | 12 | 7  | +5  |
| Cina        | 6    | 5 | 2 | 0 | 3 | 15 | 10 | +5  |
| Giappone    | 3    | 5 | 1 | 0 | 4 | 2  | 15 | -13 |
| Francia     | 0    | 5 | 0 | 0 | 5 | 4  | 24 | -20 |

| Data     | Ora*  | Partita     | Partita | Partita     |
| -------- | ----- | ----------- | ------- | ----------- |
| 27.07.24 | 20:15 | Paesi Bassi | 6 - 2   | Francia     |
| 28.07.24 | 10:00 | Belgio      | 2 - 1   | Cina        |
| 28.07.24 | 10:30 | Germania    | 2 - 0   | Giappone    |
| 29.07.24 | 10:30 | Giappone    | 0 - 5   | Cina        |
| 29.07.24 | 19:45 | Germania    | 1 - 2   | Paesi Bassi |
| 29.07.24 | 20:15 | Francia     | 0 - 5   | Belgio      |
| 31.07.24 | 12:45 | Francia     | 1 - 5   | Germania    |
| 31.07.24 | 17:00 | Belgio      | 3 - 0   | Giappone    |
| 31.07.24 | 20:15 | Paesi Bassi | 3 - 0   | Cina        |
| 01.08.24 | 19:45 | Giappone    | 1 - 0   | Francia     |
| 02.08.24 | 10:00 | Cina        | 2 - 4   | Germania    |
| 02.08.24 | 12:45 | Belgio      | 1 - 3   | Paesi Bassi |
| 03.08.24 | 10:30 | Paesi Bassi | 5 - 1   | Giappone    |
| 03.08.24 | 17:00 | Cina        | 7 - 1   | Francia     |
| 03.08.24 | 19:45 | Germania    | 0 - 2   | Belgio      |

#### Gruppo B
| Squadra       | P.ti | G | V | P | S | GF | GS | DR  |
| ------------- | ---- | - | - | - | - | -- | -- | --- |
| Australia     | 13   | 5 | 4 | 1 | 0 | 15 | 5  | +10 |
| Argentina     | 13   | 5 | 4 | 1 | 0 | 16 | 7  | +9  |
| Spagna        | 7    | 5 | 2 | 1 | 2 | 6  | 7  | -1  |
| Gran Bretagna | 6    | 5 | 2 | 0 | 3 | 8  | 12 | -4  |
| Stati Uniti   | 4    | 5 | 1 | 1 | 3 | 5  | 13 | -8  |
| Sudafrica     | 0    | 5 | 0 | 0 | 5 | 4  | 10 | -6  |

| Data     | Ora*  | Partita       | Partita | Partita       |
| -------- | ----- | ------------- | ------- | ------------- |
| 27.07.24 | 19:45 | Argentina     | 4 - 1   | Stati Uniti   |
| 28.07.24 | 12:45 | Australia     | 2 - 1   | Sudafrica     |
| 28.07.24 | 13:15 | Gran Bretagna | 1 - 2   | Spagna        |
| 29.07.24 | 12:15 | Spagna        | 1 - 1   | Stati Uniti   |
| 29.07.24 | 17:00 | Gran Bretagna | 0 - 4   | Australia     |
| 29.07.24 | 17:30 | Sudafrica     | 2 - 4   | Argentina     |
| 31.07.24 | 10:00 | Argentina     | 2 - 1   | Spagna        |
| 31.07.24 | 10:30 | Sudafrica     | 1 - 2   | Gran Bretagna |
| 31.07.24 | 13:15 | Australia     | 3 - 0   | Stati Uniti   |
| 01.08.24 | 17:00 | Stati Uniti   | 2 - 5   | Gran Bretagna |
| 01.08.24 | 17:30 | Spagna        | 1 - 0   | Sudafrica     |
| 01.08.24 | 20:15 | Argentina     | 3 - 3   | Australia     |
| 03.08.24 | 10:00 | Gran Bretagna | 0 - 3   | Argentina     |
| 03.08.24 | 12:45 | Australia     | 3 - 1   | Spagna        |
| 03.08.24 | 13:15 | Stati Uniti   | 1 - 0   | Sudafrica     |

## Fase finale

### Tabellone
|  | Quarti di finale | Quarti di finale |               |        | Semifinali                | Semifinali                |  |  | Finale        | Finale |
|  |                  |                  |               |        |                           |                           |  |  |               |        |
|  | 5 agosto 2024    |                  |               |        |                           |                           |  |  |               |        |
|  |                  |                  |               |        |                           |                           |  |  |               |        |
|  | Paesi Bassi      | 3                |               |        |                           |                           |  |  |               |        |
|  | Paesi Bassi      | 3                | 7 agosto 2024 |        |                           |                           |  |  |               |        |
|  | Gran Bretagna    | 1                |               |        |                           |                           |  |  |               |        |
|  | Gran Bretagna    | 1                | Paesi Bassi   | 3      |                           |                           |  |  |               |        |
|  | 5 agosto 2024    |                  | Paesi Bassi   | 3      |                           |                           |  |  |               |        |
|  |                  | Argentina        | 0             |        |                           |                           |  |  |               |        |
|  | Argentina        | Argentina        | 0             | 1 (2)  |                           |                           |  |  |               |        |
|  | Argentina        |                  | 9 agosto 2024 | 1 (2)  |                           |                           |  |  |               |        |
|  | Germania         | 1 (0)            |               |        |                           |                           |  |  |               |        |
|  | Germania         | 1 (0)            | Paesi Bassi   | 1 (3)  |                           |                           |  |  |               |        |
|  | 5 agosto 2024    |                  | Paesi Bassi   | 1 (3)  |                           |                           |  |  |               |        |
|  |                  | Cina             | 1 (1)         |        |                           |                           |  |  |               |        |
|  | Belgio           | Cina             | 1 (1)         | 2      |                           |                           |  |  |               |        |
|  | Belgio           | 7 agosto 2024    |               | 2      |                           |                           |  |  |               |        |
|  | Spagna           | 0                |               |        |                           |                           |  |  |               |        |
|  | Spagna           | 0                | Belgio        | 1 (2)  | Finale per il terzo posto | Finale per il terzo posto |  |  |               |        |
|  | 5 agosto 2024    |                  | Belgio        | 1 (2)  | Finale per il terzo posto | Finale per il terzo posto |  |  |               |        |
|  |                  | Cina             | 1 (3)         |        |                           |                           |  |  |               |        |
|  | Australia        | Cina             | 1 (3)         | 2      | Argentina                 | 2 (3)                     |  |  |               |        |
|  | Australia        |                  |               | 2      | Argentina                 | 2 (3)                     |  |  |               |        |
|  | Cina             | 3                |               | Belgio | 2 (1)                     |                           |  |  |               |        |
|  | Cina             | 3                |               |        | 2 (1)                     |                           |  |  |               |        |
|  |                  |                  |               |        |                           |                           |  |  | 9 agosto 2024 |        |
|  |                  |                  |               |        |                           |                           |  |  |               |        |

## Classifica finale
| Posizione | Squadra       |
| --------- | ------------- |
|           | Paesi Bassi   |
|           | Cina          |
|           | Argentina     |
| 4         | Belgio        |
| 5         | Australia     |
| 5         | Germania      |
| 5         | Gran Bretagna |
| 5         | Spagna        |
| 9         | Stati Uniti   |
| 10        | Giappone      |
| 11        | Francia       |
| 11        | Sudafrica     |